# Niesen (Berg)
Der Niesen ist ein 2362 m ü. M. hoher Berg im Berner Oberland, südlich des Thunersees. Er wird gelegentlich als Wimmiser oder auch als Thuner Hausberg betrachtet.
Der Niesen fällt durch seine markante kegel- oder pyramidenartige Form auf. Ursprünglich hiess dieser Berg «Yesen», eine Bezeichnung für den Gelben Enzian (Gentiana lutea), der heute noch am Berg blüht. 1906 wurde mit dem Bau der Niesenbahn begonnen. Am 15. Juli 1910 wurde die Niesenbahn eröffnet und Niesen Kulm damit erschlossen.

## Tourismus
Der Niesengipfel ist bekannt für sein Panorama und ist ein beliebtes Ausflugsziel für Bergwanderer. 1856 wurde ein erstes Gasthaus auf Niesen Kulm erbaut. Die Gäste bestiegen den Niesen zu Fuss. Wohlhabende liessen sich von Pferden und Maultieren oder auf Sesseln, die von vier Männern getragen wurden, auf den Niesen bringen. Für die 1700 m Höhendifferenz, von Wimmis auf den Niesen, verdiente ein Träger 8 Franken am Tag. Ein Mietpferd kostete 15–20 Franken. Der Berg ist auch Motiv eines bekannten Aquarells von Paul Klee aus dem Jahr 1915.

## Niesen-Treppenlauf
Neben der Niesenbahn führt mit 11.674 Stufen die längste Treppe der Welt auf den Gipfel. Diese Treppe wird lediglich für den jährlich stattfindenden Niesen-Treppenlauf geöffnet. Der Start ist auf 693 m ü. M., der Höhenunterschied 1669 m und die Distanz 3404 m. Die Steigung in der 1. Sektion ist maximal 66 %, in der 2. Sektion 68 %. Die Zahl der Läufer ist auf 220 beschränkt.
Streckenrekord:
- Damen: Agnes Zellweger, Bern, 1:07:07 (2005)
- Herren: Emmanuel Vaudan, Evionnaz, 0:55:58 (2011)

## Wetterregel
Im Zusammenhang mit dem Niesen wird eine allerdings auch für unter anderem den Luzerner Hausberg Pilatus beanspruchte Wetterregel zitiert:
Hat der Niesen einen Hut, wird das Wetter gut.
Hat der Niesen einen Kragen, darfst du es noch wagen.
Hat der Niesen einen Degen, gibt es sicher Regen.

## Niesenschatten

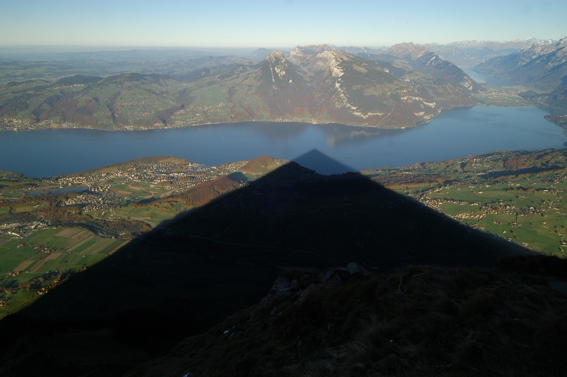
Schattenpyramide

Zwischen dem 20. November und dem 20. Januar wirft der Niesen bei klaren Wetterbedingungen einen riesigen dreieckigen Schatten auf die Gemeinde Spiez. Die Sonne verschwindet ab 14 Uhr hinter dem Niesen-Gipfel. Später erscheint sie wieder auf der westlichen Bergseite. Es scheint dann so, als ob die Sonne den Berg herunterrollen würde. Das Phänomen ist am 21. Dezember, wenn die Sonne ihren tiefsten Stand hat, am grössten.

## Bilder

### Galerie

Niesen mit Wimmis, von Nordwesten mit Brücke über die Simme
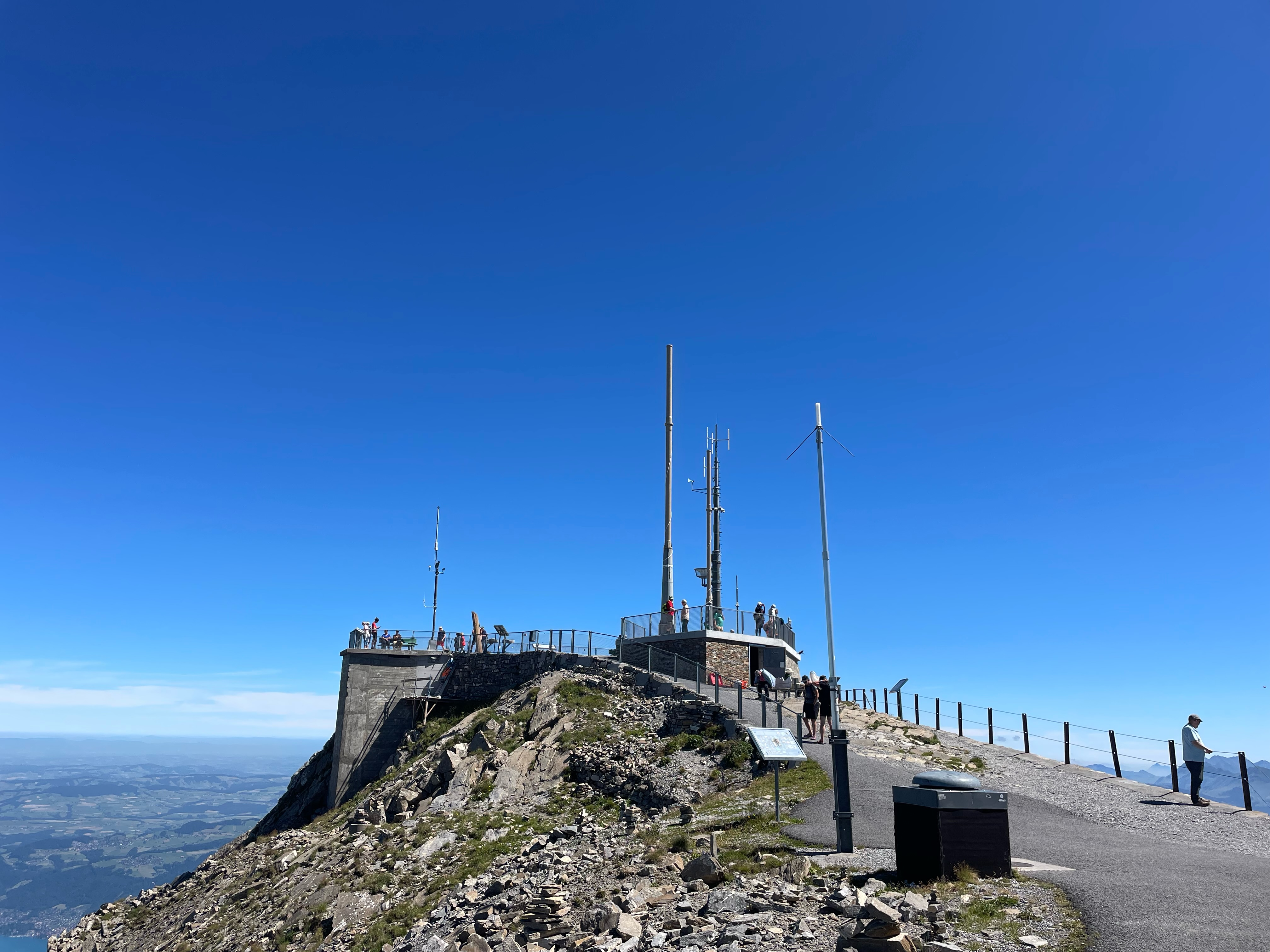
Auf dem Gipfel
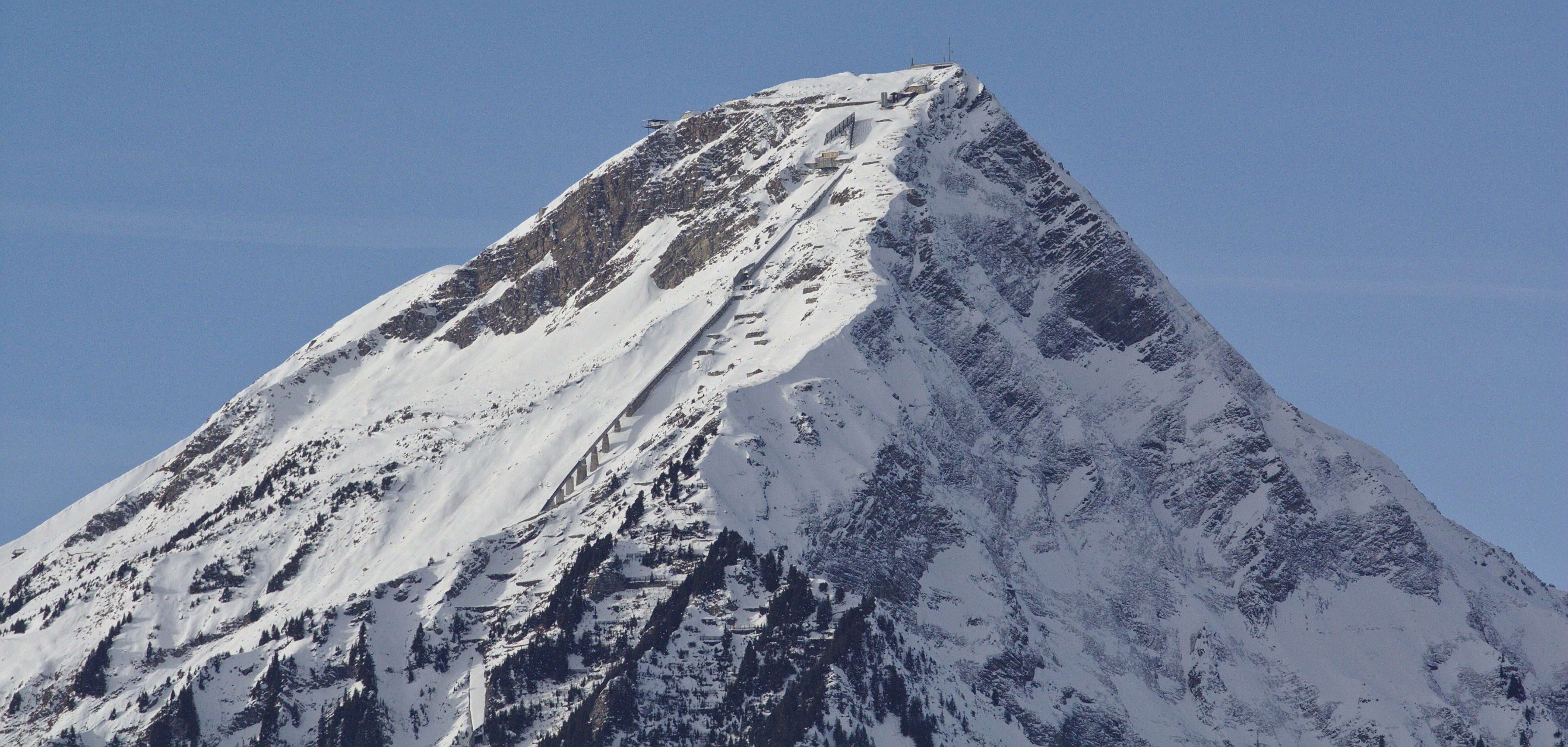
Gipfel mit Niesenbahnstrecke
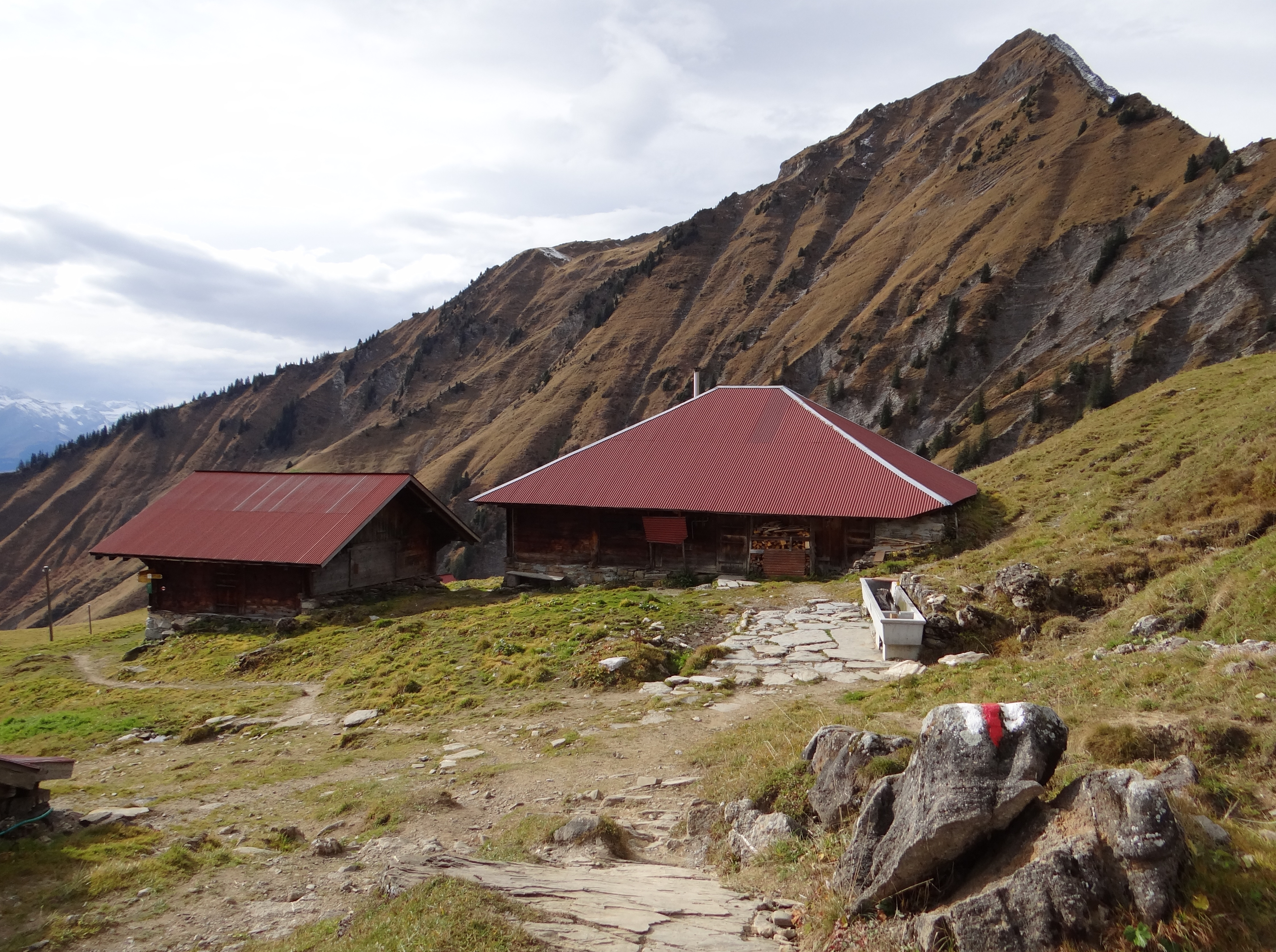
Niesen und die Alp Oberniesen